# Sedow-Inseln
Die Sedow-Inseln, auch Sedow-Archipel (russisch архипелаг Седова, wiss. Transliteration archipelag Sedova) genannt, sind eine kleine Inselgruppe im Westen des Sewernaja-Semlja-Archipels in der russischen Arktis.
Die allesamt unbewohnten, überwiegend eisbedeckten Inseln der Gruppe liegen etwa 25 Kilometer südlich der Küste der Pionier-Insel und etwa fünf Kilometer von den ersten Ausläufern der Oktoberrevolutions-Inseln entfernt. Sie bilden eine etwa 50 Kilometer lange Inselkette in der Karasee.
Zur Inselgruppe gehören rund zehn kleine Inseln, u. a. die
- Domaschni-Insel (Остров Домашний)
- Figurny-Insel (Остров фигурный)
- Golomjanny-Insel (Остров Голомянный)
- Sredni-Insel (Остров Средний)
- Wostotschny-Insel (Остров Восточный)
- Strela-Insel (Остров Стрела).

Die Sedow-Inseln wurden Anfang des 20. Jahrhunderts entdeckt und in den Jahren 1930 bis 1932 durch die Geologen Georgi Alexejewitsch Uschakow und Nikolai Nikolajewitsch Urwanzew, die auf der Domaschni-Insel die Basisstation ihrer Expedition zur Erforschung Sewernaja Semljas aufbauten, vollständig kartiert. Nach einer weiteren Expedition im Jahr 1937 mit dem Eisbrecher Georgi Sedow (Георгий Седов) wurde die Inselgruppe nach dem russischen Polarforscher und Namensgeber der Forschungsschiffes Georgi Jakowlewitsch Sedow benannt.
In den 1950er Jahren wurde auf der Golomjanny-Insel eine meteorologische Forschungsstation errichtet, die auch heute noch in Betrieb ist.
Im September 2015 gab Russland bekannt, auf der Sredni-Insel einen Militärstützpunkt zu errichten.